# Sci di fondo ai XXII Giochi olimpici invernali - Sprint a squadre maschile
Tra le competizioni dello sci di fondo che si sono tenute ai XXII Giochi olimpici invernali di Soči (in Russia) la sprint a squadre maschile a tecnica classica si è disputata il 19 febbraio sul tracciato di Krasnaja Poljana.
La nazionale finlandese (formata dai fondisti Iivo Niskanen e Sami Jauhojärvi) ha vinto la medaglia d'oro, quella russa la medaglia d'argento e quella svedese la medaglia di bronzo.
Detentrice del titolo era la nazionale norvegese (formata dai fondisti Øystein Pettersen e Petter Northug), che aveva vinto a Vancouver 2010, sul tracciato di Whistler (in Canada) in tecnica libera, precedendo la nazionale tedesca (medaglia d'argento) e la nazionale russa (medaglia di bronzo).

## Risultati
Q = Qualificate direttamente alla finale
LL = Ripescate tra i migliori 6 tempi

### Qualificazioni
Gara 1
| Pos. | Nazione       | Atleti                                | Tempo    | Note |
| ---- | ------------- | ------------------------------------- | -------- | ---- |
| 1    | Germania      | Hannes Dotzler Tim Tscharnke          | 23'36"23 | Q    |
| 2    | Rep. Ceca     | Martin Jakš Aleš Razým                | 23'39"06 | Q    |
| 3    | Svizzera      | Dario Cologna Gianluca Cologna        | 23'42"31 | LL   |
| 4    | Norvegia      | Ola Vigen Hattestad Petter Northug    | 23'43"63 | LL   |
| 5    | Italia        | Federico Pellegrino Dietmar Nöckler   | 23'58"12 |      |
| 6    | Canada        | Devon Kershaw Alex Harvey             | 24'20"37 |      |
| 7    | Estonia       | Peeter Kümmel Raido Ränkel            | 24'26"49 |      |
| 8    | Austria       | Harald Wurm Max Hauke                 | 25'01"23 |      |
| 9    | Romania       | Daniel Pripici Paul Constantin Pepene | 26'06"80 |      |
|      | Gran Bretagna | Andrew Young Andrew Musgrave          | DNF      |      |
|      | Cina          | Sun Qinghai Xu Wenlong                | DNS      |      |

Gara 2
| Pos. | Nazione     | Atleti                               | Tempo    | Note |
| ---- | ----------- | ------------------------------------ | -------- | ---- |
| 1    | Finlandia   | Iivo Niskanen Sami Jauhojärvi        | 23'26"13 | Q    |
| 2    | Russia      | Maksim Vylegžanin Nikita Krjukov     | 23'26"91 | Q    |
| 3    | Svezia      | Emil Jönsson Teodor Peterson         | 23'28"22 | LL   |
| 4    | Kazakistan  | Nikolaj Čebot'ko Aleksej Poltoranin  | 23'28"50 | LL   |
| 5    | Stati Uniti | Simi Hamilton Erik Bjornsen          | 23'29"14 | LL   |
| 6    | Francia     | Cyril Miranda Jean-Marc Gaillard     | 23'41"79 | LL   |
| 7    | Giappone    | Hiroyuki Miyazawa Yuichi Onda        | 23'49"41 |      |
| 8    | Polonia     | Maciej Kreczmer Maciej Staręga       | 23'53"09 |      |
| 9    | Slovacchia  | Peter Mlynár Martin Bajčičák         | 24'58"06 |      |
| 10   | Bulgaria    | Andrey Gridin Veselin Tsinzov        | 25'11"06 |      |
| 11   | Ucraina     | Ruslan Perekhoda Oleksij Krasovs'kyj | 25'31"13 |      |
| 12   | Australia   | Phil Bellingham Callum Watson        | 25'54"31 |      |

### Finale
| Pos. | Nazione     | Atleti                              | Tempo    | Distacco |
| ---- | ----------- | ----------------------------------- | -------- | -------- |
|      | Finlandia   | Iivo Niskanen Sami Jauhojärvi       | 23'14"89 | —        |
|      | Russia      | Maksim Vylegžanin Nikita Krjukov    | 23'15"86 | +0"97    |
|      | Svezia      | Emil Jönsson Teodor Peterson        | 23'30"01 | +15"12   |
| 4    | Norvegia    | Ola Vigen Hattestad Petter Northug  | 23'33"55 | +18"66   |
| 5    | Svizzera    | Dario Cologna Gianluca Cologna      | 23'35"90 | +21"01   |
| 6    | Stati Uniti | Simi Hamilton Erik Bjornsen         | 23'49"95 | +35"06   |
| 7    | Germania    | Hannes Dotzler Tim Tscharnke        | 23'57"02 | +42"13   |
| 8    | Kazakistan  | Nikolaj Čebot'ko Aleksej Poltoranin | 24'01"38 | +46"49   |
| 9    | Rep. Ceca   | Martin Jakš Aleš Razým              | 24'01"83 | +46"94   |
| 10   | Francia     | Cyril Miranda Jean-Marc Gaillard    | DNS      | -        |

Data: Mercoledì 19 febbraio 2014 

Qualificazioni

Ora locale: 13:15 

Finali

Ora locale: 15:45 
 
Pista: 
Legenda:
- DNS = non partiti (did not start)
- DNF = prova non completata (did not finish)
- DSQ = squalificati (disqualified)
- Pos. = posizione